# 梅内杜
梅内杜是葡萄牙波尔图区的一个堂区。总面积8.43平方公里，总人口4278人，人口密度507.5人/平方公里。